# Zaratamo
Zaratamo en basque ou Zarátamo en espagnol est une commune de Biscaye dans la communauté autonome du Pays basque en Espagne.
Le nom officiel de la ville est Zaratamo.

## Géographie

### Quartiers
Les quartiers de Zaratamo sont Arkotxa, Burbustu-Altamira, Elexalde, Moiordin-Barrondo et Zaratamoren Ahotsa.

### Sources
- (eu)/(ca) Cet article est partiellement ou en totalité issu des articles intitulés en basque « Zaratamo » (voir la liste des auteurs) et en catalan « Zaratamo » (voir la liste des auteurs).